# Epitácio Pessoa
Epitácio Lindolfo da Silva Pessoa (23 tháng 5 năm 1865 - 13 tháng 2 năm 1942) là một chính trị gia và luật gia người Brazil, từng làm Tổng thống thứ 11 của Brasil từ năm 1919 đến năm 1922, khi Rodrigues Alves không thể đảm nhận chức vụ do bệnh tật, sau khi được bầu vào năm 1918. Giai đoạn chính phủ của ông bị đánh dấu bằng cuộc nổi dậy của quân đội có thể lên tới cực điểm trong cuộc Cách mạng năm 1930, đưa Getúlio Vargas kiểm soát chính phủ liên bang.
Ngoài nhiệm kỳ làm tổng thống, Pessoa còn là Bộ trưởng Bộ Tư pháp, một thẩm phán tại Toà án liên bang tối cao, Tổng chưởng lý, một Phó Liên bang hai thời, một Thượng nghị sĩ 3 kỳ, Trưởng phái đoàn Brazil cho Hiệp ước Versailles, Và một thẩm phán về Tòa án Công lý Quốc tế thường trực.